# Under Wraps
Under Wraps – piętnasty album studyjny brytyjskiej grupy Jethro Tull, wydany 7 września 1984 roku. Warstwa tematyczna albumu posiada silne wpływy zamiłowania frontmana zespołu Iana Andersona do powieści szpiegowskich.
Oryginalnie wydany w 1984 album zawierał jedenaście utworów, "Astronomy", "Tundra", "Automotive Engineering" oraz "General Crossing" ukazały się jedynie w wersji kasetowej. Spośród tych utworów "General Crossing" był pierwszym nagraniem Jethro Tull, które nigdy nie ukazało się na płycie winylowej, podczas gdy "Astronomy", "Tundra" oraz "Automotive Engineering" zostały opublikowane na płycie Lap of Luxury. Późniejsze wydania CD zawierają wszystkie 15 utworów, natomiast zremasterowana w 2005 roku wersja albumu została poszerzona o film "Lap of Luxury".
Album spotkał się z mieszanymi uczuciami fanów zespołu, którzy nie mogli przyzwyczaić się do nowego elektronicznego brzmienia wprowadzonego. Podobnie twierdził Dave Pegg, który w wywiadzie podkreślił, że utwory wycięte z sesji nagraniowej do The Broadsword and The Beast złożyłyby się na lepszy album.
Jest to jedyny album zespołu, w którym za kompozycję utworów byli odpowiedzialni wszyscy członkowie zespołu, przede wszystkim Peter-John Vettese. Jest to również jedyny album, w którym nie ma etatowego perkusisty. Po zakończeniu nagrań do zespołu dołączył Doane Perry, który został stałym perkusistą.
Album został nagrany wiosną 1984 w przydomowym studio Iana Andersona.

## Lista utworów
Utwory zostały skomponowane i napisane przez Iana Andersona oraz Petera-Johna Vettese, chyba że zaznaczono inaczej.

### Wersja CD
1. "Lap of Luxury" (Anderson) – 3:35
2. "Under Wraps #1" (Anderson) – 3:59
3. "European Legacy" (Anderson) – 3:23
4. "Later, That Same Evening" – 3:51
5. "Samoteur" – 3:31
6. "Radio Free Moscow" – 3:40
7. "Astronomy" – 3:38
8. "Tundra" – 3:41
9. "Nobody's Car" (Anderson, Vettese, Barre) – 4:08
10. "Heat" – 5:37
11. "Under Wraps #2" (Anderson) – 2:14
12. "Paparazzi" (Anderson, Vettese, Barre) – 3:47
13. "Apogee" – 5:28
14. "Automotive Engineering" – 4:05
15. "General Crossing" – 4:02

### Wersja winylowa
Strona A
1. "Lap of Luxury"
2. "Under Wraps #1"
3. "European Legacy"
4. "Late, That Same Evening"
5. "Saboteur"
6. "Radio Free Moscow"

Strona B
1. "Nobody's Car"
2. "Heat"
3. "Under Wraps #2"
4. "Paparazzi"
5. "Apogee"

## Muzycy
- Ian Anderson: flet poprzeczny, gitara akustyczna, Fairlight CMI, bębny programowalne, wokal
- Martin Barre: gitara elektryczna
- Dave Pegg: gitara basowa elektryczna oraz akustyczna
- Peter Vettese: instrumenty klawiszowe, perkusja